# الجزائرية السادسة
القناة الجزائرية السادسة، وتعرف أيضا باسم تلفزيون السادسة، وهي سادس قناة عمومية انبثقت عن المؤسسة الوطنية للتلفزيون، تتوجه هذه القناة إلى الجمهور الجزائري تركز في محتواها على الجزائر.